# Flacourtia oppositifolia
Flacourtia oppositifolia är en videväxtart som beskrevs av François Gagnepain. Flacourtia oppositifolia ingår i släktet Flacourtia och familjen videväxter. Inga underarter finns listade i Catalogue of Life.